# La Faja (Losera)
La Faja (en francès La Fage-Montivernoux) és un municipi francès situat al departament del Losera i a la regió d'Occitània.